# Ciemnobiałka płowa

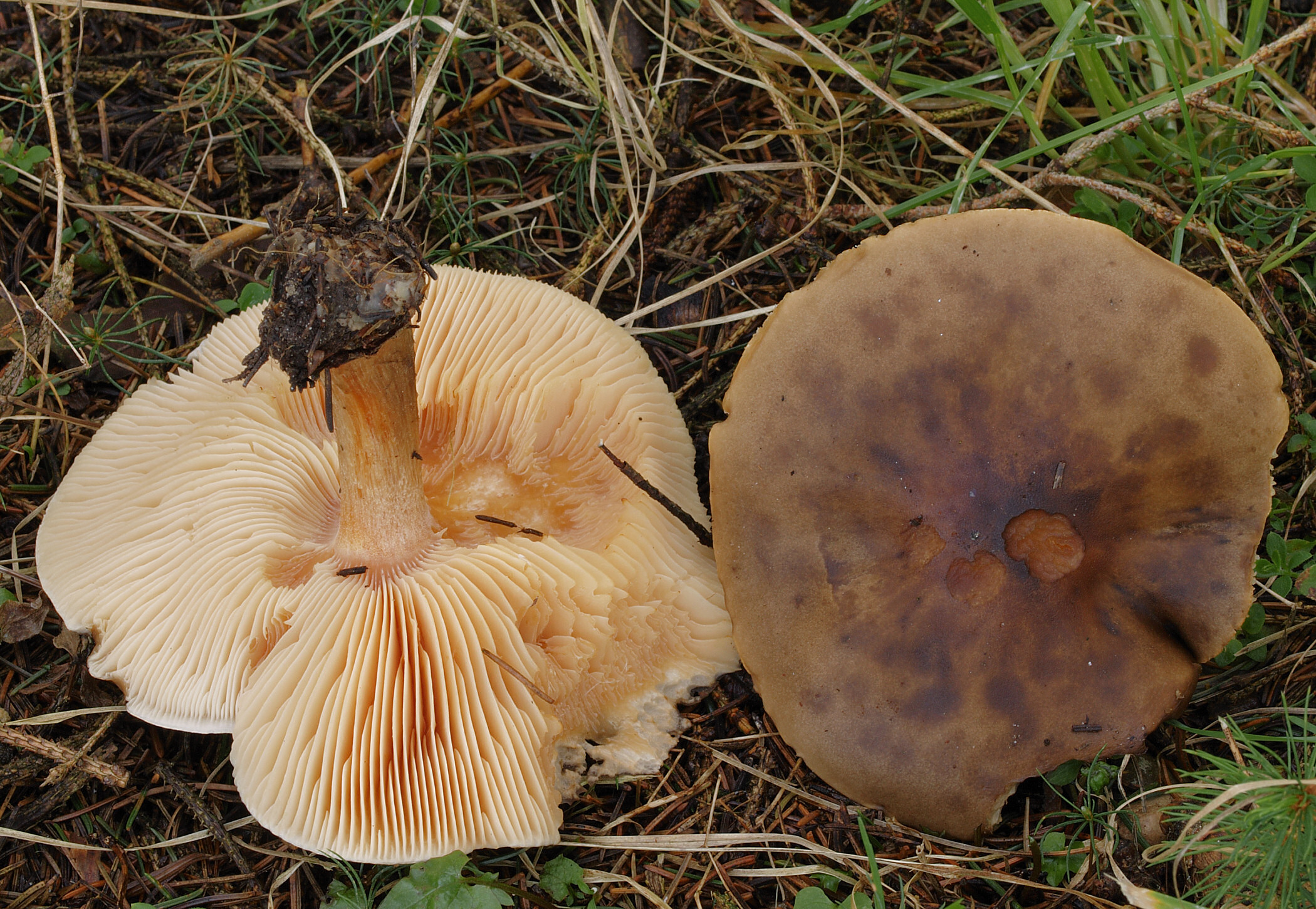

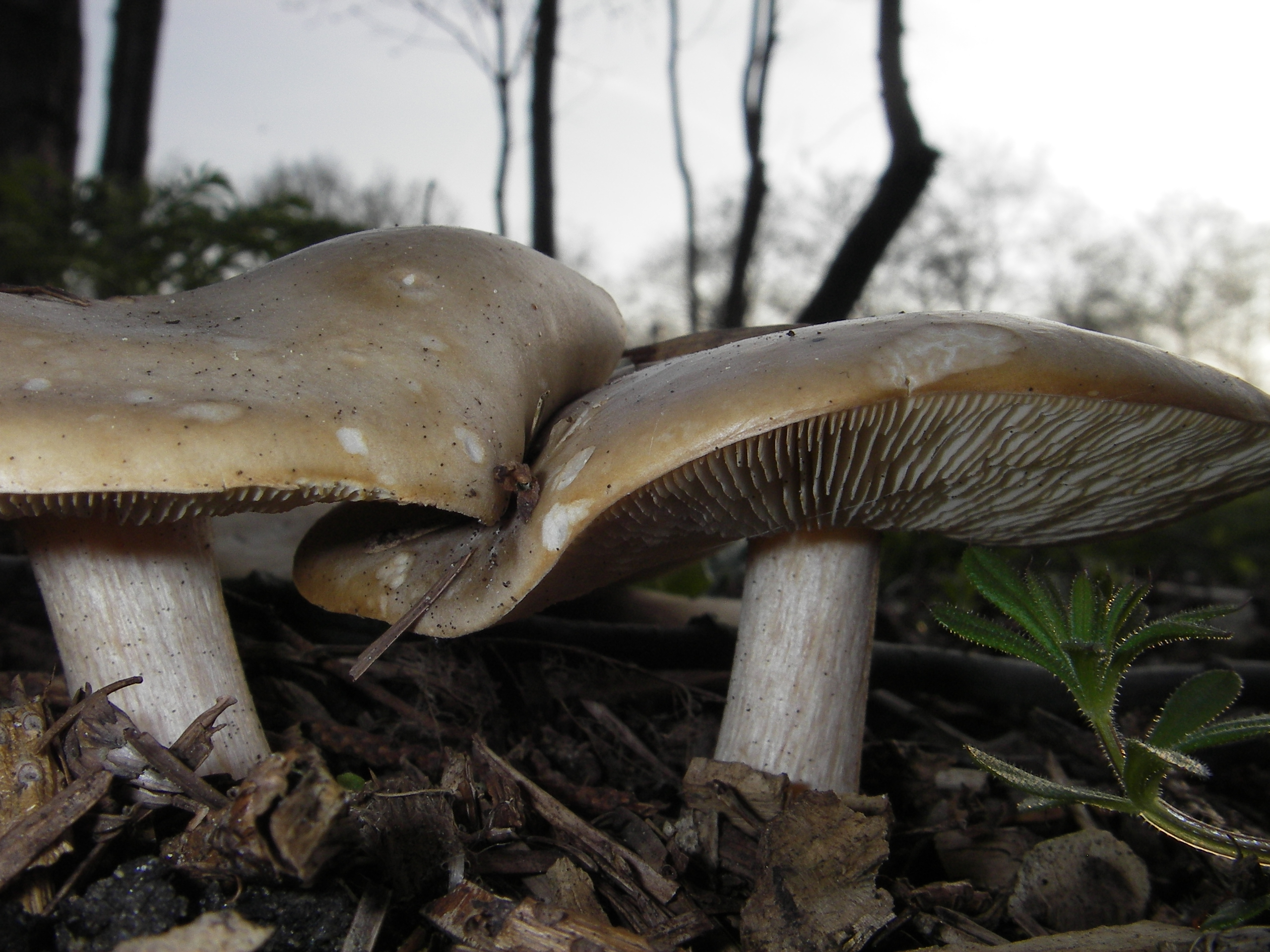

Ciemnobiałka płowa (Melanoleuca cognata (Fr.) Konrad & Maubl.) – gatunek grzybów należący do rzędu pieczarkowców (Agaricales).

## Systematyka i nazewnictwo
Pozycja w klasyfikacji według Index Fungorum: Melamoleuca, Incertae sedis, Agaricales, Agaricomycetidae, Agaricomycetes, Agaricomycotina, Basidiomycota, Fungi.
Po raz pierwszy takson ten zdiagnozował w 1874 r. Elias Fries nadając mu nazwę Agaricus arcuatus var. cognatus. Obecną, uznaną przez Index Fungorum nazwę nadali mu w 1927 r. Paul Konrad i André Maublanc, przenosząc go do rodzaju Melanoleuca.
Niektóre synonimy naukowe:
- Agaricus arcuatus var. cognatus Fr. 1874
- Melanoleuca cognata var. cognata (Fr.) Konrad & Maubl. 1927
- Melanoleuca cognata var. nauseosa Boekhout, 1988
- Tricholoma cognatum (Fr.) Gillet 1874[2].

Nazwę polską podał Władysław Wojewoda w 2003 r. W polskim piśmiennictwie mykologicznym gatunek ten opisywany był też jako ciemnogłówka pokrewna.

## Morfologia
Kapelusz
Średnica 5–15 cm. Początkowo jest wypukły, potem staje się płaski z tępym garbkiem na środku, u starszych okazów często powyginany. Brzeg kapelusza ostry, na młodych owocnikach oszroniony. Powierzchnia gładka, w kolorze od karmelowego przez ochrowy do ciemnobrązowego.
Blaszki
Gęste, przy trzonie zatokowato wycięte, za młodu kremowobiałe, później stają się kremowoochrowe.
Trzon
Wysokość 8–15 cm, grubość ok. 1 cm. Jest walcowaty, długowłóknisty. Często podstawa jest bulwiasto rozdęta. Kolor nieco jaśniejszy od kapelusza.
Miąższ
W kapeluszu gąbczasty, w trzonie ząbkowato łykowaty, a w środku trzonu watowaty. Ma jasny kolor, tylko w podstawie trzonu jest ciemniejszy (żółty do pomarańczowego). Smak łagodny, zapach niewyraźny.
Wysyp zarodników
Biały. Zarodniki eliptyczne, amyloidalne, brodawkowate. Rozmiary: 10–7 × 4,5–6,5 μm.
Gatunki podobne
Wiele gatunków ciemnobiałek jest tak zewnętrznie podobne, że ich pewne rozróżnienie możliwe jest tylko badaniami mikroskopowymi. Dla grzybiarzy jednak zwykle nie ma to większego znaczenia, gdyż wszystkie ciemnobiałki europejskie są jadalne. Ciemnobiałka płowa jest względnie łatwa do odróżnienia od innych gatunków ciemnobiałek, ze względu na termin pojawiania się owocników (wczesną wiosną), duży rozmiar kapelusza i kremowe blaszki u starszych okazów. Jednak młodsze okazy pojawiające się jesienią mogą być pewnie rozpoznane tylko badaniami mikroskopowymi.

## Występowanie i siedlisko
Najwięcej stanowisk tego gatunku opisano w Europie i Ameryce Północnej, ale notowany jest także w Ameryce Południowej i Australii. W Polsce jest dość rzadki
Naziemny grzyb saprotroficzny. Rośnie w lasach iglastych i liściastych, najczęściej w miejscach jasnych (np. na obrzeżach dróg), ale także w ogrodach, na cmentarzach, pryzmach kompostowych. Preferuje kwaśną glebę. Zazwyczaj owocniki pojawiają się wczesną wiosną, czasami już od marca, jednak mogą rosnąć także jesienią. Często rosną w miejscach, gdzie składowane było drzewo, na stosach chrustu.
Grzyb jadalny.